# Remi (kex)
Remi är ett kex som sedan 1968 tillverkas av Göteborgs Kex. Kexet består av en fyrkantig bit rån med chokladöverdrag. Kakorna finns med smakerna mint (original), nougat och hallon. På 1980-talet fanns även en variant med smak av rom, som döptes till Romi.